# 吳泳茵
吳泳茵（英語：Cherraine Ng Wing Yan，1988年12月9日—），香港女性新聞主播、記者、司儀，現任亞洲電視數碼媒體部頭合約藝員及曾為亞洲電視新聞部末任財經記者兼主播。
畢業於香港大學經濟金融系，高級程度會考經濟科及中國語文及文化科取得2A佳績。
前亞洲電視《投資先機》主編及首席主持，《理財博客》監製。亞視重開後擔任《贏家Online》監制及主持（2019年3月底停播），同時為節目中新主持提供訓練，2015年起擔任《中投傲揚財經頻道》企業傳訊副總裁。

## 事跡

### 亞洲電視停播“告別卡”疑雲
2016年4月2日凌晨零時後，配合亞視免費電視牌照屆滿，亞視所有頻道終止播映。在停播前（4月1日），亞視高級節目執行主任程啟光曾表示，停播當晚11時59分07秒，亞視頻道會出現一個告別畫面，但未有透露內容，惟這畫面並無在預定時間出現，午夜中斷廣播前的畫面是藝人羅霖在亞姐特備旅遊節目中亮相的片段。
4月2日，主持最後一次亞視《夜間新聞》的女主播之一吳泳茵在Facebook發文，表示「相關部門」擔心交接不順利，對亞洲電視於當晚11時至午夜停播前的節目播放特別緊張，故最後不容許有亞視標誌或其他特別型式作告別，而程啟光所指的告別畫面，應是寫有「亞洲衛星電視　亞洲網絡電視　開創亞洲電視新紀元」的一個，她在文中又透露，即使亞視希望臨時改播她2016年3月所主持的《今日亞洲》污水處理特輯也不可以，冀外界不要胡亂批評其同事草率，直言在電視台做事存在很多限制。而在實際播放中，程啟光所指的告別畫面在晚上10時46分左右於本港台《夜間新聞》後已出現，其後臨時插播名為《亞洲電視新一頁》的節目，播映吳泳茵訪問亞視股東代表何子慧的片段，繼而播出亞姐特備旅遊節目至中斷廣播，但有關的亞姐特備旅遊節目未能按原定計劃於中斷廣播前完整播出。
亞視新聞及公共事務部副總裁陳興昌指，中斷廣播前的時段並非由新聞部負責，但他知道不少同事「都有啲意願」，但自己沒有深究員工應提出甚麼要求。他續稱聽聞員工想播出告別畫面，而亞視與通訊局之間有聯絡人，收集員工意願後向通訊局提出，據他了解，通訊局曾拒絕該聯絡人的要求。
亦有報導指出，一些亞視員工最初提出在中斷廣播前一刻才播出告別畫面，但因交接事宜涉及太多群組，包括通訊局及臨時清盤人等，最終決定於新聞時段後播放，以減少反對意見。該人士又指在中斷廣播前一、兩天， 亞視曾與通訊局開會，並提出播放告別畫面的要求，形容通訊局沒明言拒絕播告別卡，但有作相關暗示。
而通訊辦在回應查詢時指出有關傳聞惟無任何事實根據，據悉亞視未有播出告別畫面，乃為亞視工程部以未能圓滿解決時間配合及技術上的問題而否決節目部的建議。而亞視在牌照屆滿前仍有決定其節目內容的自主權，通訊辦絶無牽涉其中。而程啟光亦指示，未有收過通知於中止廣播前會有告別儀式，故不理解吳泳茵所指的內容。對於亞視被指「走數」而未有向觀眾道別，程啟光認為大家對亞視有期望，希望亞視在最後一刻有所表達，他感謝市民大眾關注。
其後，程啟光表示，所謂的「告別卡」，其實就是觀眾在訊號終止前看到的藍色畫面，有保障頻道交接順利的用途。事件至此告一段落。

## 外部連結
- 吳泳茵的新浪微博
- 吳泳茵的Facebook專頁